# 6014 Chribrenmark
A 6014 Chribrenmark (ideiglenes jelöléssel 1991 PO10) a Naprendszer kisbolygóövében található aszteroida. Henry Holt fedezte fel 1991. augusztus 7-én.